# Karol Szymanowski Múzeum
A zakopanei Karol Szymanowski Múzeum (Kasprusie u. 19.) a Krakkói Nemzeti Múzeum fiókintézménye.
Itt élt 1930 és 1935 között Karol Szymanowski (1882–1937) zeneszerző. Amikor ide költözött, akkor arra gondolt, hogy a zakopane-i jó levegőn való tartózkodása majd meggyógyítja a tuberkulózisát.
A gorál építészeti stílusú, fából készült Villa Atmát Józef Kaspruś-Stoch építette 1895-ben fogadónak. Jerzy Waldorff zenekritikus adományokat gyűjtött a villa megvásárlására, majd 1974-ben a villát átadták a Krakkói Nemzeti Múzeumnak egy helyi múzeum létrehozására. A Karol Szymanowski Múzeum 1976 óta létezik. A zeneszerző dolgozószobáját az eredetihez hűen rendezték be. A többi helyiség, amely korábban bérlakásként szolgált, korabeli bútorokkal lett berendezve. A zeneszerző kitüntetéseit és az általa használt tárgyakat vitrinekben gyűjtötték össze. Két portrét is bemutatnak, amit Stanisław Ignacy Witkiewicz festett a zeneszerzőről. 2011 és 2013 közötti években az épület általános felújításon és korszerűsítésen esett át.

## Publikációk az „Atmáról”
- Maciej Pinkwart, Muzeum Karola Szymanowskiego w willi „Atma” w Zakopanem (1978, 1987, 1997, 2002, 2007), przewodnik.
- Mateusz Budziakowski, Atma do remontu, Ruch Muzyczny 6/2012.

## Képgaléria

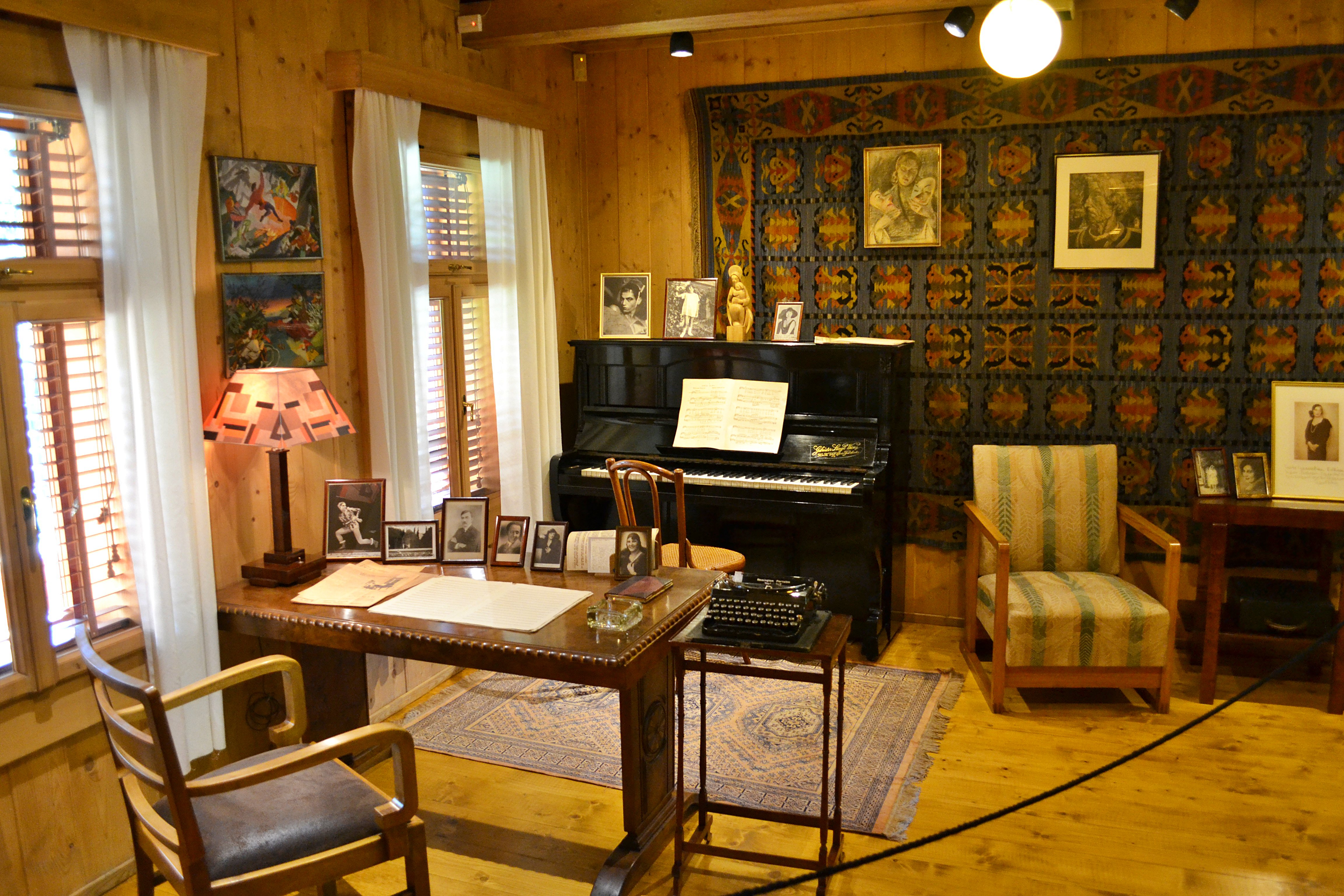
Karol Szymanowski szobájának rekonstrukciója
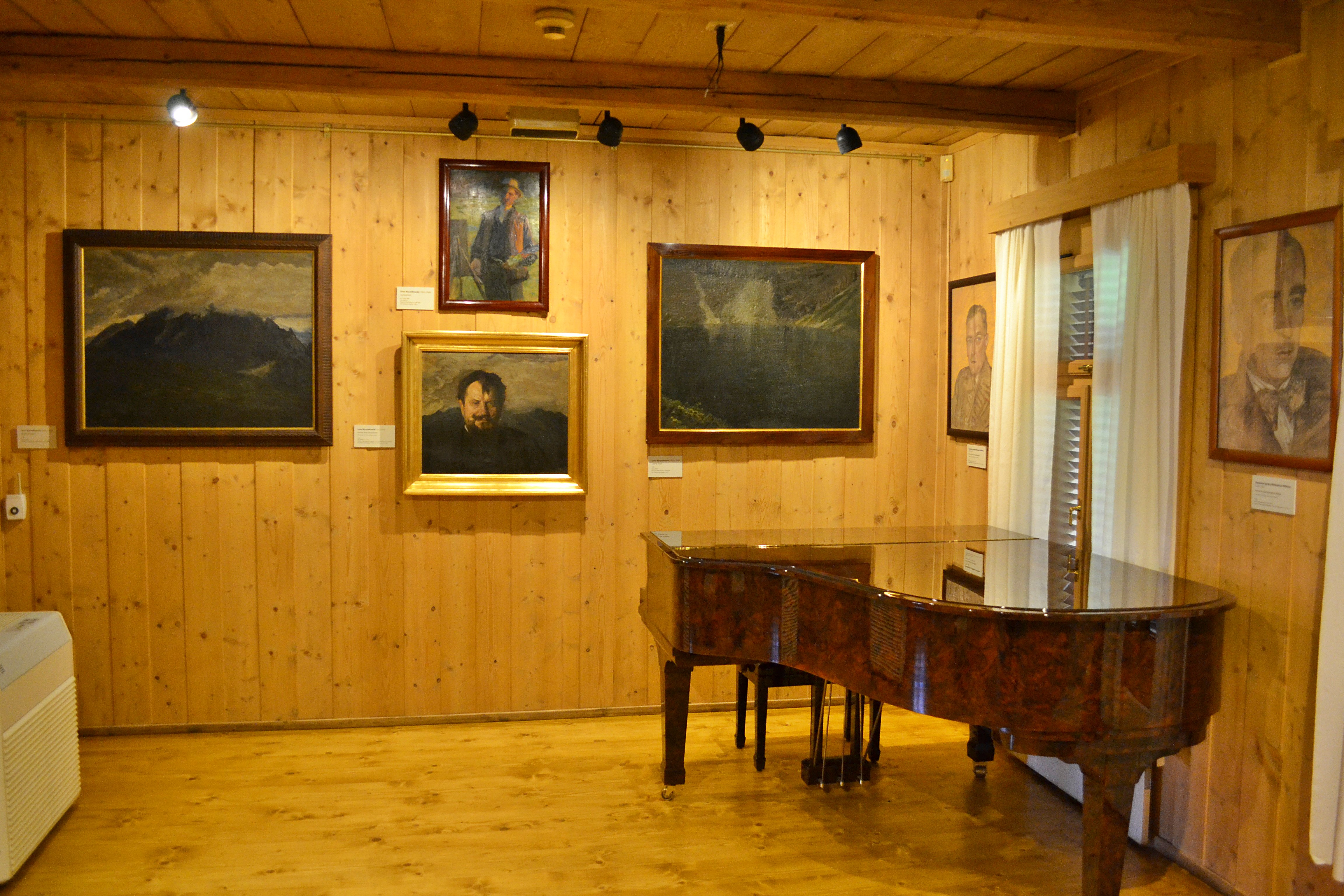
A villa belseje
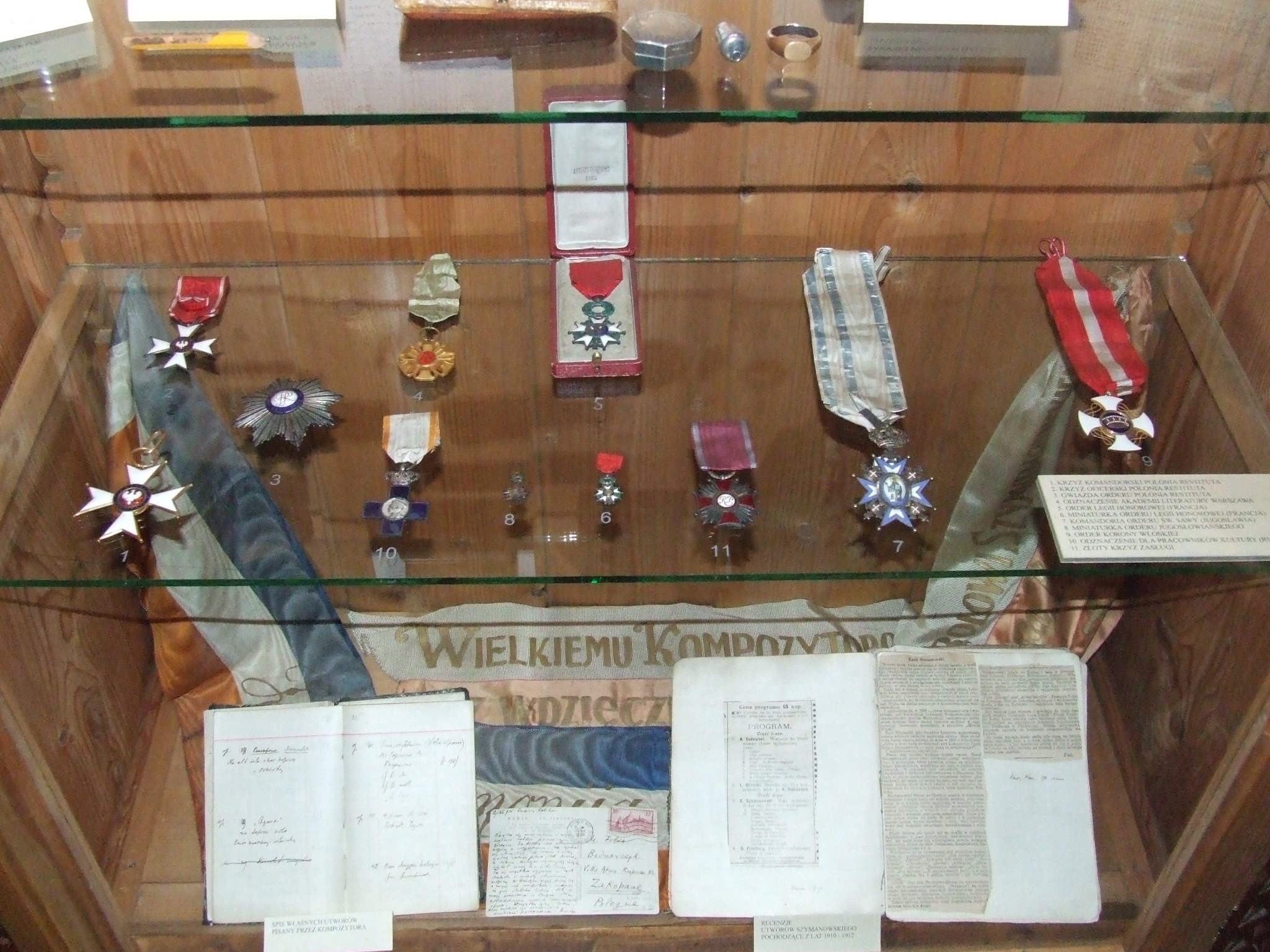
A zeneszerző díjai
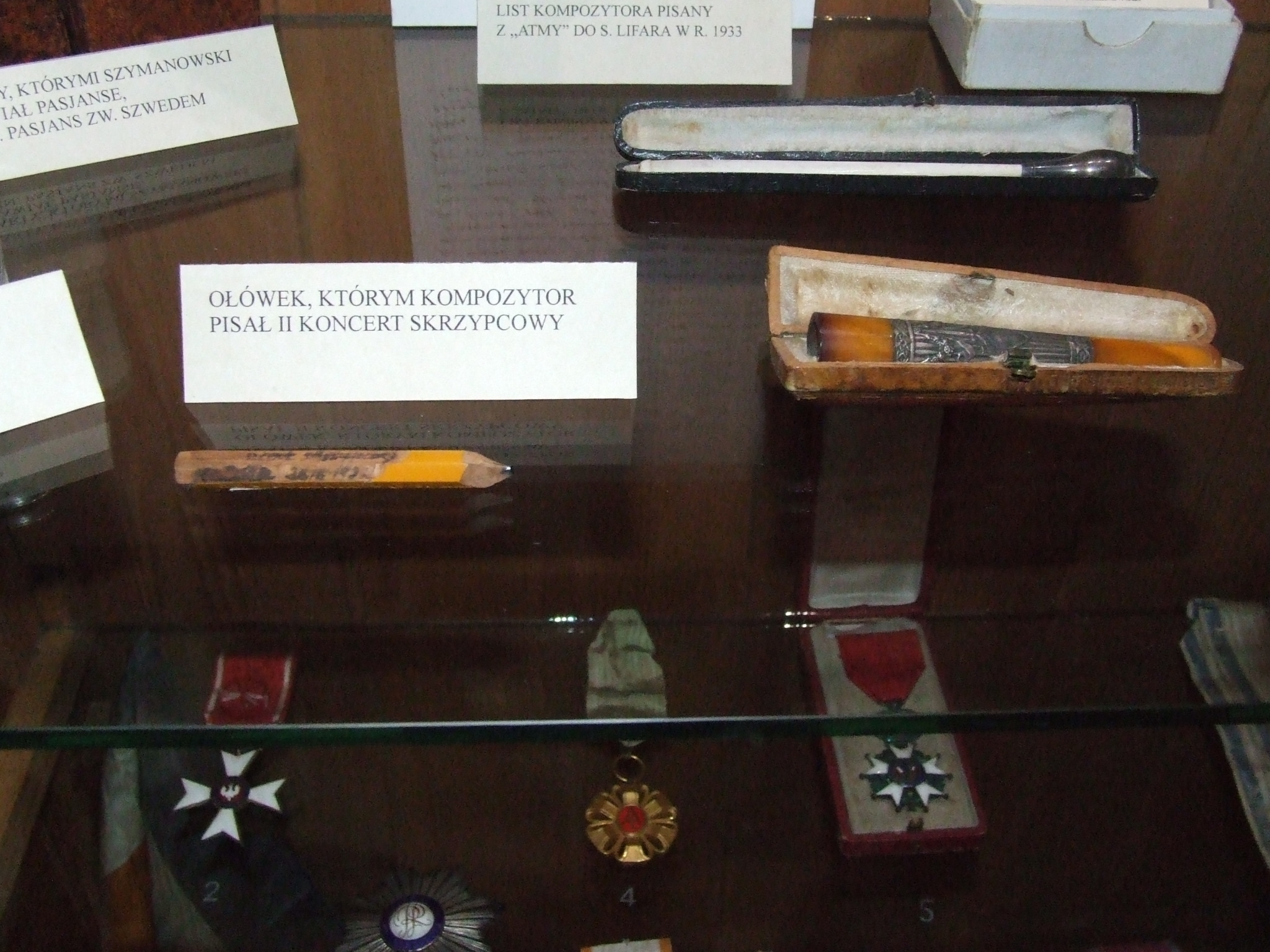
Szymanowski tárgyai
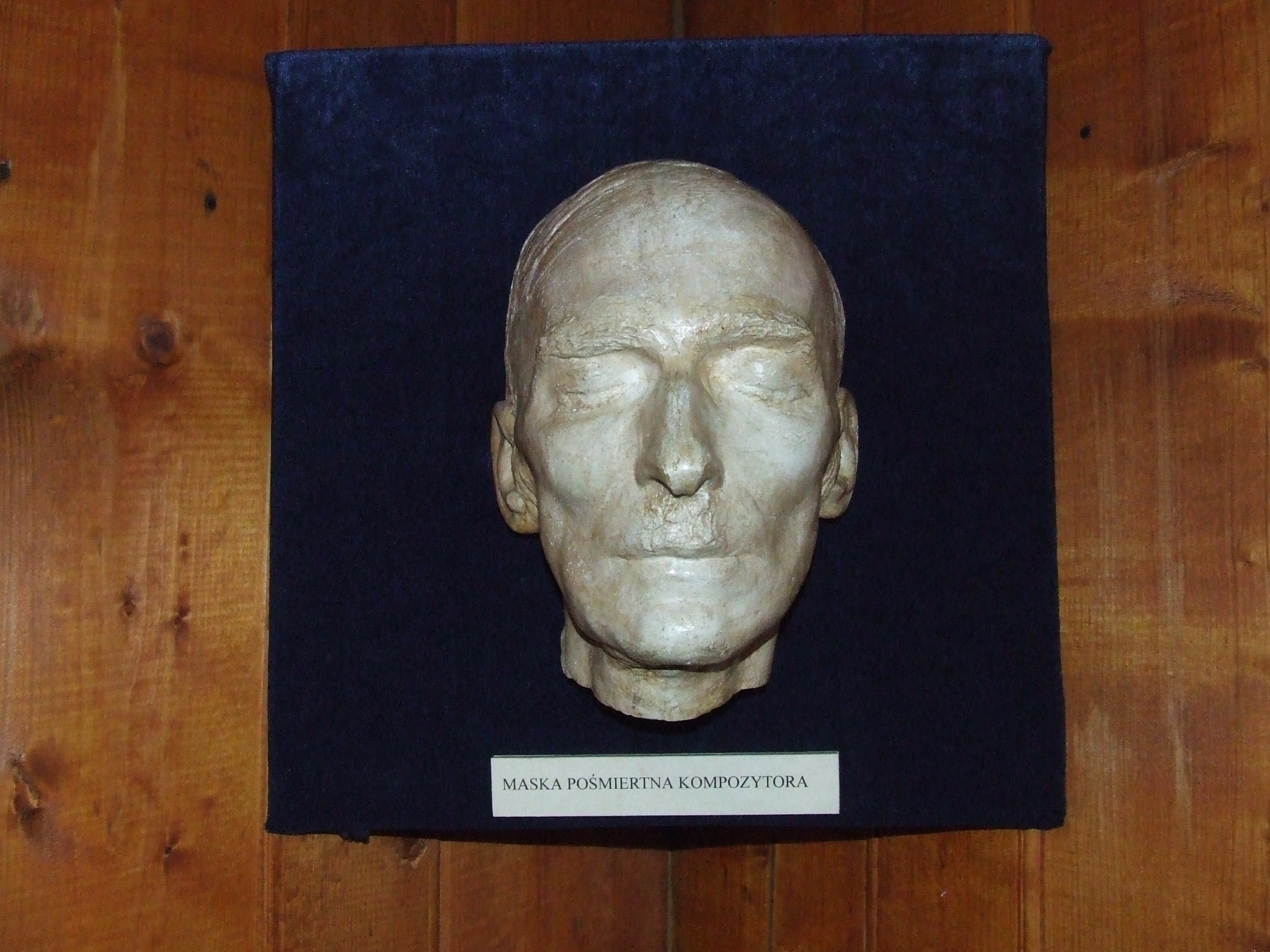
Halotti maszkja

## Fordítás
- Ez a szócikk részben vagy egészben  a   Karol-Szymanowski-Museum című német Wikipédia-szócikk ezen változatának fordításán alapul.  Az eredeti cikk szerkesztőit annak laptörténete sorolja fel. Ez a jelzés csupán a megfogalmazás eredetét és a szerzői jogokat jelzi, nem szolgál a cikkben szereplő információk forrásmegjelöléseként.